# Explosión de Colón de 1866
La explosión de Colón de 1866 fue un suceso ocurrido el 3 de abril de 1866 en la ciudad de Colón, en la costa caribeña del istmo de Panamá. La explosión principal ocurrió alrededor de las 7:00 de la mañana hora local, cuando se estaban transportando del buque británico European unas 70 cajas con nitroglicerina en dirección a la ciudad de San Francisco, de los cuales las autoridades desconocían el contenido peligroso y fueron manejados con demasiada ligereza. La nitroglicerina, conocida en ese entonces como glonion oil, era un compuesto de reciente invención y se usaba para voladuras de rocas.
La explosión principal dejó con muchos daños al European y causó daños de consideración al buque británico Caribbean, además dejó daños severos al puerto de Colón, que servía como terminal del ferrocarril transístmico, entre los buques apostados en los lados Caribe y Pacífico. También la ciudad de Colón fue estremecida con la explosión principal, dejando daños de diversa consideración, según reportes.
Tras de la primera explosión, ocurrió una segunda explosión a las 8:30 de la mañana, y al mediodía ocurrió una tercera explosión, de pólvora, que ocasionó el hundimiento del European. Por suerte, el vapor inglés Tamar que se encontraba también en Colón, pudo remolcar y alejar al European antes de la tercera explosión, evitando un daño mayor al puerto. Adicionalmente, se envío un equipo de médicos desde Ciudad de Panamá vía ferrocarril, para atender a las víctimas de la explosión.
La tragedia ocasionó la muerte de entre 50 y 60 personas, incluyendo el capitán del European y 16 miembros de la tripulación. También habían fallecido varios trabajadores del ferrocarril. El costo total ascendió a un millón de dólares estadounidenses, de los cuales 150 mil dólares fueron por daños al ferrocarril.